# 大滝温泉 (埼玉県)
大滝温泉（おおたきおんせん）は、埼玉県秩父市大滝にある温泉。
国道140号線沿いの道の駅大滝温泉内に、日帰り温泉の「大滝温泉 遊湯館」一軒がある。

## 泉質
- 源泉名：大滝温泉・三峰神の湯
- 泉質：ナトリウム - 塩化物泉
- 泉温：33.1℃（源泉）
- 効能：神経痛、筋肉痛、関節痛、五十肩、運動麻痺、関節のこわばり打ち身、くじき、慢性消化器病、痔疾、冷え性、病後回復期、疲労回復、健康増進、きりきず、やけど、慢性皮膚病、虚弱童慢性婦人病
  - 弱アルカリ性温泉で、美肌効果がある。

## アクセス
- 秩父鉄道三峰口駅より路線バス、または西武鉄道西武秩父駅より急行バスを利用。

「大滝温泉遊湯館」バス停下車すぐ。